# Alto Zambeze
Alto Zambeze és un municipi de la província de Moxico. Té una extensió de 48.356 km² i 100.476 habitants. Comprèn les comunes de Cazombo, Kavungo, Kaianda, Lóvua, Kalunda, Macondo e Lumbala-Kakengue. Limita al nord amb la República Democràtica del Congo, a l'est i sud amb la República de Zàmbia, i a l'oest amb els municipis de Bundas, Moxico, Lumeje i Luacano